# Torneio Constantino Cury
O Torneio Constantino Cury foi uma competição disputada nos dias 15 e 18 de janeiro de 2000 em São Paulo. Foi criada pelo São Paulo Futebol Clube como forma de homenagear ao conselheiro Constantino Cury, que havia sido vice-presidente do clube por cerca de 14 anos e faleceu exercendo o cargo. Houve também uma homenagem do clube anfitrião ao extinto Club Athlético Paulistano, pelo centenário de sua criação, atuando o 1º tempo do primeiro jogo com o uniforme do Paulistano. Todos os jogos foram disputados no Estádio do Morumbi. Os participantes foram Avaí Futebol Clube, FC Uralan Elista (Rússia), São Paulo Futebol Clube e Seleção Haitiana de Futebol.

## Jogos

### Semifinais
| 15 de janeiro de 2000 | Uralan Elista                  | 3 – 1 | Haiti | Estádio do Morumbi, São Paulo |
|                       | Brener 14' · Dancenka 50', 89' |       |       |                               |

| 15 de janeiro de 2000 | São Paulo                                     | 3 – 2 | Avaí                | Estádio do Morumbi, São Paulo                  |
|                       | Marcelinho Paraíba 17' · Raí 38' · Wilson 73' |       | 58', 61' Marquinhos | Árbitro: Olten Ayres de Abreu e Romildo Corrêa |

### 3º lugar
| 18 de janeiro de 2000 | Avaí                                  | 3 – 2 | Haiti                   | Estádio do Morumbi, São Paulo |
|                       | Missinho 5' · Renatinho 83' · Dão 90' |       | 6' Menelas · 58' Pierre |                               |

### Final
| 18 de janeiro de 2000 | São Paulo                                                          | 5 – 1 | Uralan Elista | Estádio do Morumbi, São Paulo        |
|                       | Edmílson 29' · França 36' · Raí 56' · Rogério Ceni 83' · Souza 90' |       | 47' Semochko  | Árbitro: Alfredo dos Santos Loebling |

## Classificação final
| Time | Time          | Pts | J | V | E | D | GP | GC | SG |
| --- | ------------- | --- | - | - | - | - | -- | -- | -- |
| 1º | São Paulo     | 6   | 2 | 2 | 0 | 0 | 8  | 3  | 5  |
| 2º | Uralan Elista | 3   | 2 | 1 | 0 | 1 | 4  | 6  | -2 |
| 3º | Avaí          | 3   | 2 | 1 | 0 | 1 | 5  | 5  | 0  |
| 4º | Haiti         | 0   | 2 | 0 | 0 | 2 | 3  | 6  | -3 |
| Pts – Pontos ganhos; J – Jogos; V - Vitórias; E - Empates; D - Derrotas; GP – Gols pró; GC – Gols contra; SG – Saldo de gols |               |     |   |   |   |   |    |    |    |

|  |                                      |
|  | Campeão do Torneio Constantino Cury. |